# 韋爾布卡河 (南布格河支流)
韋爾布卡河（烏克蘭語：Вербка），是烏克蘭西部的河流，屬於南布格河的支流。該河發源自韋爾布卡以南，流經赫梅利尼茨基州的赫梅利尼茨基區，河道全長15公里，流域面積49.8平方公里。